# Ramatkal

Vlajka náčelníka izraelského Generálního štábu

Ramatkal (hebrejsky: רמטכ״ל, akronym od ראש המטה הכללי, Roš ha-Mate ha-Klali, doslova „Hlava Generálního štábu“) je náčelník Generálního štábu Izraelských obranných sil (IOS). Ramatkal má hodnost Rav Aluf (hebrejsky: רב-אלוף), což je nejvyšší hodnost v IOS a jedná se o vrchního velitele IOS.

## Právní postavení
Ramatkalovo postavení je ukotveno v oddílu 3 základního zákona „Armáda“ z roku 1976:

a) Nejvyšší velitelská pozice v armádě je náčelník Generálního štábu.

b) Náčelník Generálního štábu podléhá autoritě vlády a je podřízen ministru obrany.

c) Náčelník Generálního štábu je jmenován vládou na základě doporučení ministra obrany.

## Funkční období
Ramatkal je formálně jmenován na tři roky. Jeho funkční období ale zpravidla bývá rozšířeno na funkční období vlády, tj. na čtyři roky. Ve výjimečných případech bývá funkční období rozšířeno až na pět let. Od 5. března 2025 je Ramatkalem Ejal Zamir.

## Seznam Ramatkalů
1. Ja'akov Dori (1947–1949)
2. Jigael Jadin (1949–1952)
3. Mordechaj Maklef (1952–1953)
4. Moše Dajan (1953–1958)
5. Chajim Laskov (1958–1961)
6. Cvi Cur (1961–1964)
7. Jicchak Rabin (1964–1968)
8. Chajim Bar-Lev (1968–1972)
9. David Elazar (1972–1974)
10. Mordechaj Gur (1974–1978)
11. Rafael Ejtan (1978–1983)
12. Moše Levi (1983–1987)
13. Dan Šomron (1987–1991)
14. Ehud Barak (1991–1995)
15. Amnon Lipkin-Šachak (1995–1998)
16. Šaul Mofaz (1998–2002)
17. Moše Ja'alon (2002–2005)
18. Dan Chaluc (2005–2007)
19. Gabi Aškenazi (2007–2011)
20. Benjamin Ganc (2011–2015)
21. Gadi Eizenkot (2015–2019)
22. Aviv Kochavi (2019–2023)
23. Herci Halevi (2023–2025)
24. Ejal Zamir (od 2025)